# Servilia judiciaria
La lex Servilia judiciaria va ser una antiga llei romana, que se suposa que va proposar el tribú de la plebs o pretor Gai Servili Glàucia l'any 106 aC, quan eren consols Quint Servili Cepió i Gai Atili Serrà. La llei establia que els judicis encomanats fins llavors als eques passaven al senat, però la llei va ser de curta durada.